# Sinfonietta (composition instrumentale)
Pour les articles homonymes, voir Sinfonietta.

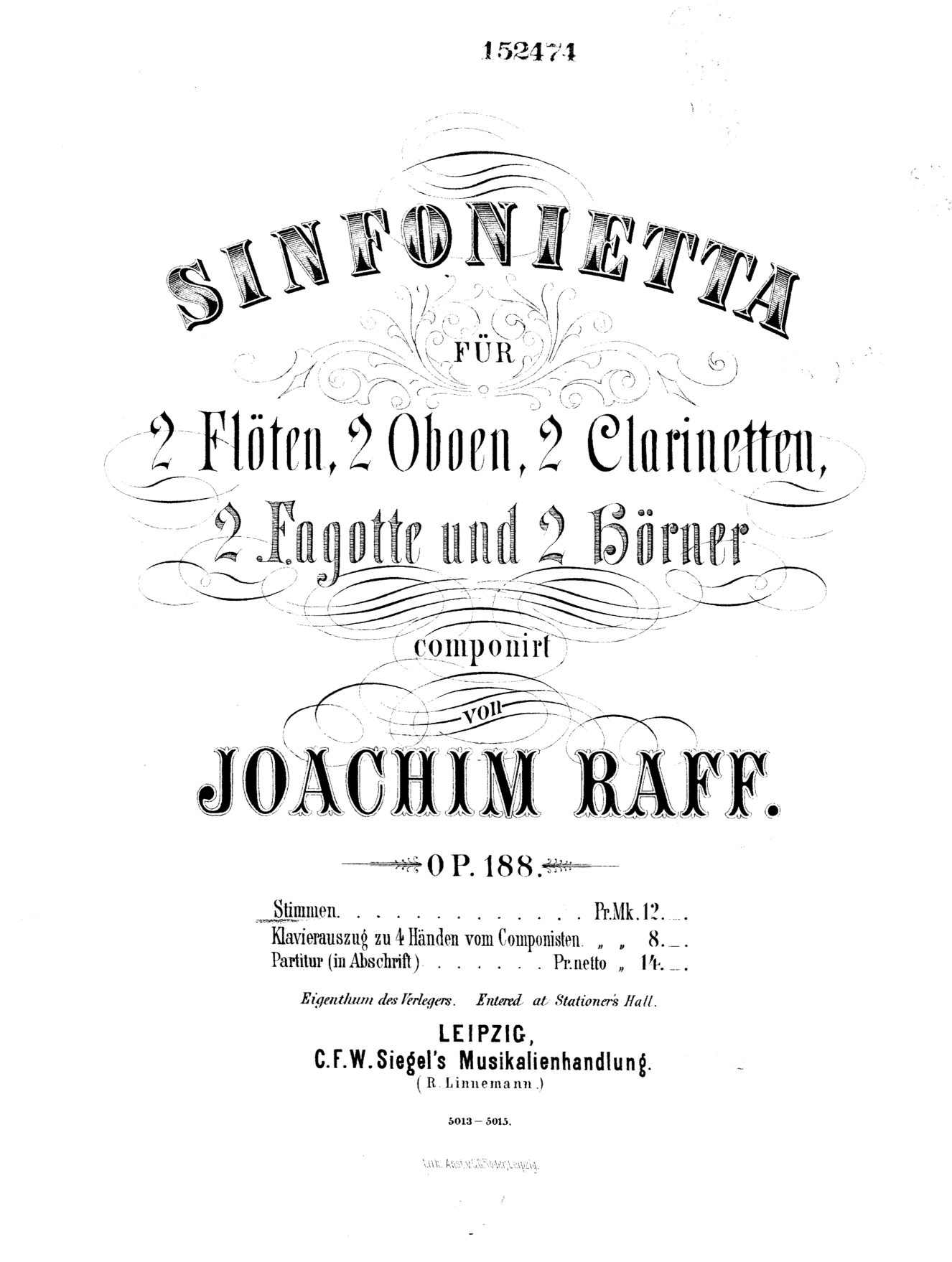
Page de titre de la Sinfonietta de Joachim Raff (1873, publiée en 1874), première occurrence du terme.

La sinfonietta (diminutif italien de sinfonia : « symphoniette ») est une composition instrumentale qui apparaît au XIXe siècle pour désigner une symphonie mais de dimensions généralement plus restreintes et de style souvent plus léger.

## Historique
Équivalent pour la symphonie de la sonatine pour la sonate, le genre de la sinfonietta apparaît plus tardivement. Le premier exemple connu est dû à Joachim Raff, auteur d'une Sinfonietta en fa majeur op. 188 pour dix instruments à vent, publiée en 1874,.
L'appellation « sinfonietta » s'applique ainsi à une petite symphonie, en termes notamment de longueur ou de dimensions de l'effectif instrumental déployé.
Au XXe siècle, le terme devient plus fréquent et de nombreux compositeurs s'en empare : Max Reger (Sinfonietta op. 90, 1904-1905), Serge Prokofiev (Sinfonietta op. 5, 1909, révisée en tant qu'op. 48 en 1929), Heitor Villa-Lobos (2 sinfoniettas, en 1916 et 1947), Leoš Janáček (Sinfonietta op. 60, 1926), Benjamin Britten (Sinfonietta op. 1, 1932), Walter Piston (Sinfonietta, 1941), Francis Poulenc (Sinfonietta, 1947-1948), Paul Hindemith (Sinfonietta, 1949-1950), Peter Maxwell Davies (Sinfonietta accademica, 1987), Krzysztof Penderecki (2 sinfoniettas, en 1990-1991 et 1994).
Le terme peut sous-entendre une certaine brièveté de l’œuvre, des effectifs orchestraux restreints, comme chez Albert Roussel des cordes seules (Sinfonietta, op. 52) ou chez Ottokar Nováček des vents seuls (Sinfonietta pour huit bois, 1905), ou la présence de mouvements à tonalité pittoresque, populaire ou nationale, à l'image de la Brasilian sinfonietta op. 131 d'Ernst Křenek (1952).
Sont apparentées à la sinfonietta les appellations « sinfonia da camera », utilisée par Georges Migot (Sinfonia da camera pour vents, 1955),  Joonas Kokkonen (Sinfonia da camera, 1961-1962) ou Ermanno Wolf-Ferrari  (Sinfonia da camera) notamment, « petite symphonie » (Petite Symphonie de Charles Gounod, 1885), « symphoniette » (Symphoniette op. 363 de Darius Milhaud, 1957), voire « Kammersymphonie » (chez Arnold Schönberg).

## Exemples notables
Parmi les compositeurs s'étant illustrés dans le genre de la sinfonietta, se distinguent notamment :
- Sergueï Prokofiev (Sinfonietta, op. 5)
- Leoš Janáček (Sinfonietta, op. 60)
- Albert Roussel (Sinfonietta, op. 52)
- Francis Poulenc (Sinfonietta)
- Georges Migot (Petite Symphonie)

Au concert de nos jours, les sinfoniettas de Roussel, Poulenc et Britten figurent régulièrement au répertoire des orchestres.